# 2008 en Équateur
Cet article présente les faits marquants de l'année 2008 en Équateur.

## Évènements
- Samedi 1er mars : L'armée colombienne, lors d'un bombardement d'un camp des FARC pénètrent dans la jungle de l'Équateur, et tuent Raúl Reyes, un des dirigeants historiques de la guérilla mafieuse.
- Mardi 4 mars : Le gouvernement équatorien rompt ses relations diplomatiques avec la Colombie et envoie des troupes sur la frontière. Le Président Rafael Correa affirme que « les discussions étaient assez avancées pour libérer en Équateur 12 otages dont Ingrid Betancourt ».
- Dimanche 9 mars : Au sommet du Groupe de Rio, réunissant à Saint-Domingue vingt pays latino-américains, spectaculaire réconciliation entre le Colombien Álvaro Uribe, le Vénézuélien Hugo Chávez et l'Équatorien Rafael Correa, mais les contentieux demeurent. La déclaration de Saint-Domingue adoptée à l'unanimité dénonce « la violation de l'intégrité territoriale de l'Équateur » et salue « les pleines excuses du président Alvaro Uribe » ainsi que « son engagement pour que de pareils actes ne se reproduisent en aucune circonstance ». Les signataires promettent que combattre les menaces de groupes irréguliers ou d'organisations criminelles, en particulier celles liées au narcotraffic, considérées comme terroristes par la Colombie.

- Mercredi 14 mai :
  - L'analyse du matériel informatique récupéré le 1er mars après la mort de Paul Reyes, le No 2 des FARC, prouverait l'existence de relations suspectes, suivies et étroites entre les rebelles colombiens, l'Équateur de Rafael Correa et le Venezuela d'Hugo Chávez. Sur les trois ordinateurs, deux disques durs externes et deux clés USB, les analystes ont trouvé quelque 765 gigaoctets de données informatiques détaillant le fonctionnement des FARC, ses négoces, ses amitiés et ses alliances, y compris aides logistiques, approvisionnement en armes et alliances politiques. Par exemple, Rafael Correa aurait bien reçu des dollars donnés par les FARC pour sa campagne électorale de 2006 et permettrait l'utilisation du territoire équatorien comme base de repli pour les rebelles.
  - Le président Rafael Correa, déstabilisé par les révélations tirées des fichiers informatiques trouvés sur les ordinateurs de Paul Reyes le chef des FARC, est à Paris, pour s'entretenir avec le président Nicolas Sarkozy et la famille d'Íngrid Betancourt. Il affirme être l'objet d'une « campagne médiatique de calomnie » orchestrée par « la machine de propagande d'Alvaro Uribe […] Qui va démontrer que les ordinateurs ont bien été trouvés dans les camps des FARC ? Et même si c'était avéré, que prouveraient des déclarations de guérilleros ? […] L'Équateur est extrêmement rigoureux sur le contrôle des campagnes électorales […] La France peut compter sur nous pour tout entreprendre afin de trouver une issue pacifique […] Avant le bombardement du 1er mars, nous étions sur le point d'obtenir des libérations. De plus en plus isolées, les FARC ont besoin de reconnaissance internationale. Aujourd'hui, nous n'avons qu'un petit signe indirect, mais il faut continuer et accentuer la pression internationale ».

- Jeudi 20 novembre 2008 : Le président Rafael Correa conteste la dette bancaire internationale du pays pour 3,8 milliards de dollars, car il l'estime entachée d'irrégularités.

- Lundi 1er décembre 2008 : Le président Rafael Correa, reçoit Ingrid Betancourt, l'ancienne otage franco-colombienne de la guérilla des Farc. Quito est la deuxième étape de la tournée qu'elle effectue en Amérique latine pour œuvrer à la libération des otages encore détenus.